# بشير أحمد
بشير أحمد (بالإنجليزية: Bashir Ahmad)‏ هو صاحب مطعم وسياسي بريطاني، ولد في 12 فبراير 1940 في أمريتسار في الهند، وتوفي في 6 فبراير 2009 في غلاسكو في المملكة المتحدة بسبب نوبة قلبية. حزبياً، نشط في الحزب القومي الاسكتلندي. في الانتخابات النيابية العمومية الاسكتلندية 2007 ‏، انتخب عضو البرلمان الاسكتلندي الثالث ‏ عن دائرة Glasgow (Scottish Parliament electoral region) ‏ وقد انضم خلال فترته النيابية ‏ (3 مايو 2007 – 6 فبراير 2009)  للكتلة البرلمانية الحزب القومي الاسكتلندي.